# 137 (tal)
137 är det naturliga talet som följer 136 och som följs av 138.

## Inom matematiken
- 137 är ett udda tal.
- 137 är det 33:e primtalet efter 131 och före 139
- 137 är primtalstvilling med 139

## Inom vetenskapen
- 137 Meliboea, en asteroid